# Johanniter

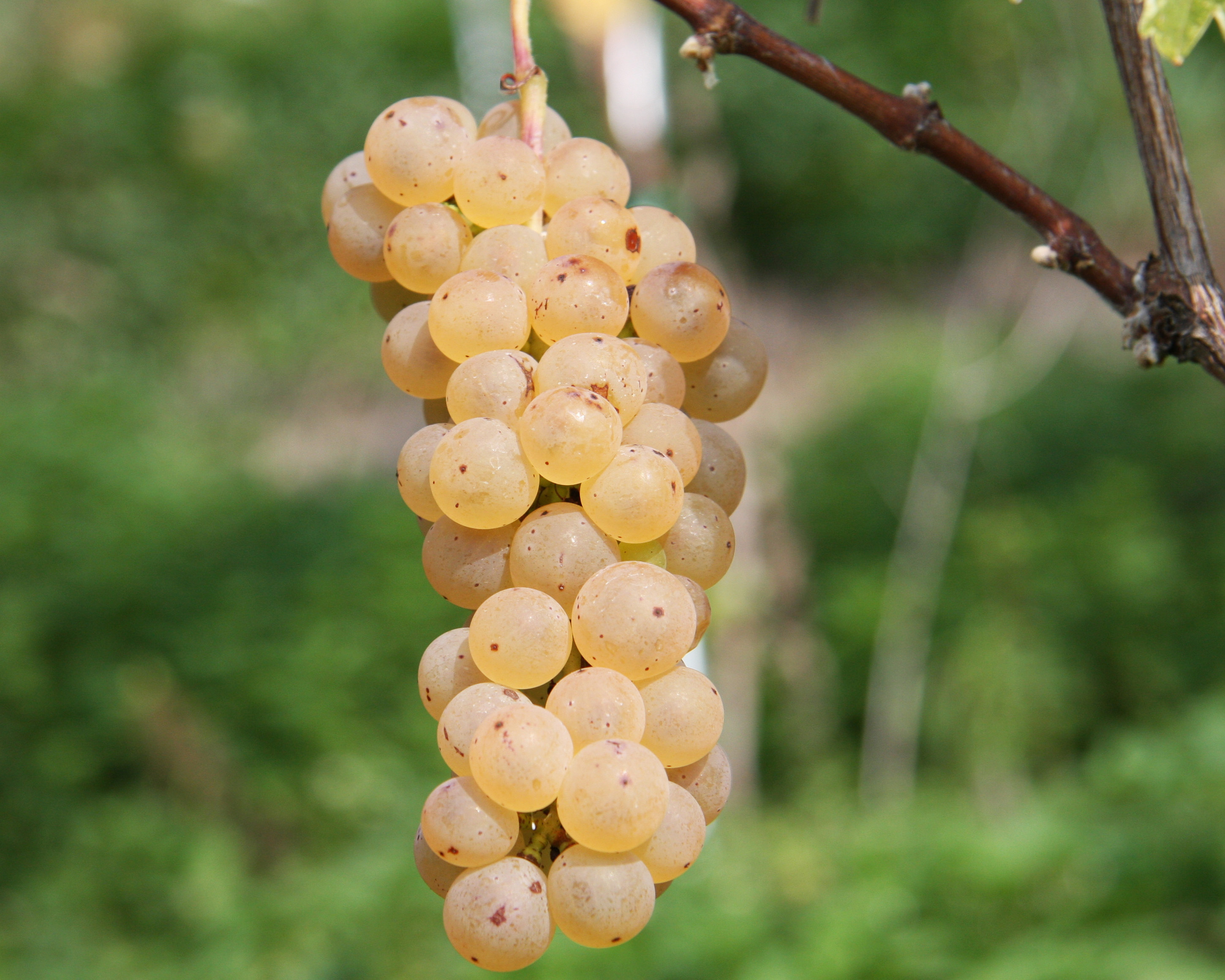
Een tros Johanniter-druiven.

Johanniter is een witte druivensoort. De druif is in 1968 door Johannes Zimmermann van het wijnbouwinstituut in Freiburg gekweekt als schimmel-resistent. 
Het is het resultaat van kruisingen tussen Riesling, Seyve-villard, Ruländer, en Gutedel.
De druif is genoemd naar de kweker, omdat hij als hoofd van het Freiburger Instituut zo’n vooruitziende blik had betreft schimmel-resistente druivenrassen.
Uiterlijke overeenkomst met haar moeder-druif de Riesling, zijn onmiskenbaar. Zowel de druif, tros als het blad. De oogsttijd ligt wat vroeger in het jaar.
Tegen valse meeldauw en echte meeldauw is de druif redelijk goed bestand en bovendien vorstbestendig.
Daarentegen is zij gevoelig voor chlorose en vatbaar voor botrytis en zwarte rot.
Om hoogwaardige wijn van deze druif te verkrijgen, is het nodig flink te snoeien.

## Wijn
De wijn die van de Johanniter gemaakt wordt kan vol en fruitig zijn zoals Riesling- en Pinot Gris-wijnen. Gemiddeld is na het oogsten het mostgewicht enkele graden hoger dan Riesling, maar met een lagere zuurgraad.
Deze druif is vooral in de Duitse wijnbouw te vinden. Ongeveer 60 ha (2007). In Zwitserland 16 ha (2013). Ook de Nederlandse wijnbouw kent de Johanniter.

## Bron
- (de) Staatliches Weinbauinstitut Freiburg – Johanniter